# S/2006 (7088) 1
S/2006 (7088) 1 est un astéroïde, satellite naturel de (7088) Ishtar.
Peu de choses sont encore connues sur cet objet.